# Calle del Marqués de Mondéjar
La calle del Marqués de Mondéjar es una vía pública de la ciudad española de Segovia.

## Descripción
La vía discurre desde la avenida del Acueducto hasta la calle del Doctor Sancho. Honra con el título al historiador y bibliófilo Gaspar Ibáñez de Segovia Peralta y Mendoza (1628-1708). Aparece descrita en Las calles de Segovia (1918) de Mariano Sáez y Romero con las siguientes palabras:

Marqués de Mondéjar.—Desde la calle de San Clemente, termina en la del Doctor Sancho. Rinde homenaje a D. Gaspar Ibáñez de Segovia, Peralta y Mendoza, marqués de Agrópoli y de Mondéjar, caballero de la Orden de Alcántara, señor de la villa de Corpa, escritor ya del siglo XVIII. En 1661 fué obligado por Felipe IV a aceptar el cargo de superintendente de las dos casas de moneda que había en Segovia. Escribió de muchos asuntos segovianos, principalmente en sus «Noticias y genealogías de los linajes de Segovia, 1690.» Por haber desentrañado algunos puntos obscuros de la historia de Segovia, con un criterio desprovisto de apasionamiento, merece que esta pequeña vía lleve el nombre del distinguido historiador.
(Sáez y Romero, 1918, pp. 111-112)